# 肯定選言
肯定選言謬誤（fallacy of affirming a disjunct），或稱替代選言謬誤（fallacy of the alternative disjunct）、不當排除選言（false exclusionary disjunct），是對「甲或乙」的肯定選言命題不當推論導致的形式謬誤。

## 形式說明
肯定選言謬誤之形式如下：
甲或乙至少其一為真。
甲為真。
因此，乙為假。
範例：
小美或小张是運動好手，
小美是運動好手。
因此，小张不是运动好手。
說明：小美和小张可能都是运动好手
注意與其相似但不屬肯定選言謬誤的有效論證：
甲或乙至少其一為真。
甲為假。
因此，乙為真。
範例：
小美或小张是運動好手
小张不是运动好手
因此，小美是运动好手。

## 日常語言的選言
日常語言的「或」有多種用法，有時意義是邏輯上的或（可兼選言；inclusive disjunction），有時則是邏輯上的異或（互斥選言；exclusive disjunction）。只有可兼選言的情況才屬肯定選言謬誤。
- 例如，媽媽對小明說：「你可以買漫畫或買玩具」，媽媽的意思當不包括小明買漫畫也買玩具的情況，屬邏輯異或。

除了「或」（or）以外，「否則」、「除非」（unless）、「若非」等等亦屬選言，一般而言「（除非）甲，否則乙」、「乙，除非甲」可翻譯作「甲或乙」，且上述連接詞皆有「邏輯或」、「邏輯異或」兩種解讀的可能。
- 例如，「小明成绩很差，除非努力用功，否則一定不及格」，就包括了「小明努力用功，且小明不及格」的情況，屬邏輯或。

## 外部連結
- （英文）Fallacy files: affirming a disjunct （页面存档备份，存于）